# Миошићи
Миошићи су насељено мјесто у општини Пале, Република Српска, БиХ. Према попису становништва из 1991. у насељу је живјело 50 становника.

## Становништво
| Националност       | 1991. | 1981. | 1971. | 1961. |
| Срби               | 50    | 79    | 116   | 188   |
| остали и непознато |       |       |       |       |
| Укупно             | 50    | 79    | 116   | 188   |

| Демографија | Демографија | Демографија |
| Година      | Становника  | Становника  |
| ----------- | ----------- | ----------- |
| 1961.       | 188         |             |
| 1971.       | 116         |             |
| 1981.       | 79          |             |
| 1991.       | 50          |             |

## Знамените личности
- Михајло Чворо, народни херој Југославије
- Срђан Фуртула, издавач и публициста